# Матија Петровић
Матија Петровић (Ужице, 26. мај 1993) српски је фудбалер који игра на позицији везног играча.

## Каријера
У млађим категоријама је био играч Партизана. Касније наступа за Бежанију у Првој лиги Србије. Током пролећног дела сезоне 2011/12. је наступио четири пута, а током сезоне 2012/13. је одиграо 15 утакмица и постигао један гол, 27. октобра 2012. против чачанског Борца. Након Бежаније игра у Словачкој за Палариково и Вељке Ловце, а затим се враћа у Србију и наступа за Будућност Поповац.